# مردی خوب در آفریقا
مردی خوب در آفریقا (به انگلیسی: A Good Man in Africa) فیلمی محصول سال ۱۹۹۴ و به کارگردانی بروس برسفورد است. در این فیلم بازیگرانی همچون کالین فریلز، جوآن ولی، شان کانری، جان لیسگو، لوئیس گوست، جونیور، دایانا ریگ و مینارد ازیاشی ایفای نقش کرده‌اند.